# Lipaka
Lipaka est une commune rurale située dans le département de Manni de la province de la Gnagna dans la région de l'Est au Burkina Faso.

## Géographie
Lipaka est situé à 9 km au Nord-Ouest de Manni, chef-lieu du département. La commune – constituée de centres d'habitations isolés – est traversée par la route nationale 18 et se trouve au croisement de la route départementale 21 menant à Coalla.

## Économie
L'économie de la commune est liée aux importantes exploitations agricoles, de la zone de Siédougou, permises grâce à l'irrigation fournie par le barrage en remblai réalisé entre Tambidi et Lipaka en amont sur la rivière Gouaya.

## Santé et éducation
Le centre de soins le plus proche de Lipaka est le centre de santé et de promotion sociale (CSPS) de Dakiri.